# Haliterins
Els haliterins (Halitheriinae) són una subfamília extinta de mamífers sirenis de la família dels dugòngids que tingueren una distribució cosmopolita des de l'Eocè mitjà fins al Pliocè superior, fa entre 3,2 i 48,6 milions d'anys. Se n'han trobat restes fòssils a l'Argentina, Egipte, Espanya, els Estats Units, França, Itàlia, el Marroc i Somàlia. Es tracta d'una col·lecció parafilètica de dugòngids basals. Les ràtios d'isòtops de les seves dents indiquen que eren animals bentívors que es nodrien dels rizomes i les fulles de l'herba marina. A més a més, pot ser que es mengessin plantes C3 en medis d'aigua dolça.